# Philodromus pictus
Philodromus pictus este o specie de păianjeni din genul Philodromus, familia Philodromidae, descrisă de Kroneberg, 1875. Conform Catalogue of Life specia Philodromus pictus nu are subspecii cunoscute.